# TNT (canal de televisão russo)
TNT (Significa: Sua Nova Televisão. em russo:  ТНТ, Твоё Новое Телевидение, Tvoyo Novoye Televideniye, ou Televisão do novo Milênio (em russo:  ТНТ, Телевидение нового тысячелетия, Televideniye Novogo Tisyachelyetiya)) é um canal de TV federal Russo, considerado um dos cinco canais de TV mais populares na Rússia. No início de 2012, seu público potencial atingiu o número de mais de 104 milhões de pessoas.
O público-alvo do canal é formado por espectadores de 14 a 44 anos, mas na verdade seu núcleo é formado principalmente por jovens de 18 a 30 anos. O canal tem um foco divertido, pois é especializado principalmente em programas de TV e séries de comédia.
O canal TNT foi fundado em 1997. Desde 2001, é membro da Gazprom-Media Holding, o principal canal de televisão da sub-holding Gazprom-Media Entertainment TV, fundada em 2015.
O modelo de negócios da TNT é uma rede de televisão, sua principal fonte de renda é a propaganda. O sinal de TV passa por um sistema de estações de TV regionais da TNT, bem como por parceiros regionais da empresa. Esses, por sua vez, obtêm parte do tempo de publicidade dentro da estrutura do conteúdo fornecido pela TNT. O canal TNT envia seu sinal por meio de vários satélites hospedados em quatro órbitas diferentes, o que permite que suas 27 estações de televisão e mais de 350 subdivisões da TNT obtenham os mesmos nos fusos horários correspondentes. O sinal TNT é então recebido e redistribuído pelas estações de rede locais que transmitem para a maioria das grandes cidades, além de 5.900 comunidades menores da Federação Russa
TNT reserva 100% dos direitos dos autores para todos os seus programas originais e possui duas das maiores empresas produtoras do país: a Comedy Club Production e a Good Story Media, e possui contratos exclusivos com vários dos principais concorrentes russos.
- Dom-2
- Comedy Club
- Bitva extrasensov (A Batalha dos Extrassensores)
- NNF (Inexplicável, ainda um Fato)
- Interno (Estagiários)
- Univer
- Univer. Novaya obschaga
- Verdadeiros Meninos (Rússia)
- Zaycev+1
- DeFF4onki

Desde 2016, a TNT-TeleNet JSC é dirigida por Artur Janibekyan, chefe da sub-holding Gazprom-Media Entertainment TV.

## Programas
- Комик в городе (desde maio 2018)
- «Где логика» (desde novembro 2015)
- Comedy Woman (de 21 de novembro 2008)
- Comedy Club (desde 23 de abril 2005)
- Однажды в России (desde 28 de setembro 2014)
- Битва экстрасенсов (desde 14 de fevereiro 2017)
- Не спать (25 de junho de 2014)
- Дом-2 (desde abril de 2004)
- Stand Up (desde 15 de janeiro de 2014)
- Love Is (desde 2017)
- Импровизация (desde 8 de fevereiro de 2016)
- Большой завтрак (desde 2018)
- Такое кино (desde 10 de junho de 2014)
- Танцы (desde agosto de 2014)
- Песни (desde 2018)
- Экстрасенсы ведут расследование. Битва сильнейших. (desde 2011)

### Arquivo
- Школа ремонта
- Про декор (maio — julho 2013)
- Фитнес (maio — junho 2013)
- Дурнушка.net (dezembro 2012 — fevereiro 2013)
- Такси (de outubro de 2005 a dezembro de 2009)
- Танцы без правил (junho — agosto 2008)
- Москва: инструкция по применению (de 2005 a 2008)
- Золушка. Перезагрузка (2011—2012)
- Кто не хочет стать миллионером (de outubro a novembro de 2008)
- Сегодня на ТНТ (2001)
- Итоги на ТНТ (2001)
- Времечко (2001)
- На свежую голову (1999—2000)
- Итого (14 апреля 2001)
- Русские люди (1998)
- Кто хочет стать миллионером? (2002—2003)
- Дом с привидениями (1999)
- Окна (de 21 de agosto de 2002 a 18 de abril)
- Интуиция (2008—2012)
- Смех без правил (2007—2010)
- Убойная лига (2007—2009)
- Необъяниснмо, но факт! (2005—2008)
- Вот такое утро (2014)